# Ecco the Dolphin (videojuego)
Ecco the Dolphin es un videojuego de acción-aventura desarrollado por Novotrade International, originalmente para Mega Drive, y publicado por Sega en 1992. El diseñador del juego es Ed Annunziata. Es la primera entrega en la franquicia de videojuegos Ecco the Dolphin.
El personaje del jugador, Ecco, es un delfín mular que viaja a través del tiempo para combatir extraterrestres hostiles en los océanos de la Tierra y en una nave alienígena.
Ecco the Dolphin fue reeditado como descargable en la Consola Virtual de Nintendo en 2006, para Xbox Live Arcade, Steam, y para iOS en la App Store.

## Trama
Ecco es un joven delfín que vive pacíficamente en el océano con su familia y amigos. Un día, mientras jugaba en su bahía, una extraña tormenta aparece de repente y succiona a todos los seres vivos, excepto a Ecco. Desorientado y solo, Ecco se embarca en un viaje para descubrir qué ha ocurrido y cómo puede rescatar a su manada. Ecco explora diferentes áreas del océano, buscando pistas sobre la misteriosa tormenta. Encuentra a otros animales marinos que le hablan de una antigua leyenda sobre una "tormenta que canta". Ecco también conoce a un viejo delfín sabio que le sugiere que busque la ayuda de la Gran Ballena.
La Gran Ballena, llamada Big Blue, revela a Ecco que la tormenta está conectada con fuerzas extraterrestres y le sugiere que visite la ciudad perdida de Atlantis para encontrar más respuestas. Ecco llega a la antigua ciudad de Atlantis, donde descubre que sus habitantes una vez lucharon contra una raza alienígena conocida como los Vortex. Estos alienígenas son responsables de la tormenta que secuestró a su manada. Ecco aprende que los Vortex usan una máquina del tiempo para viajar entre su planeta y la Tierra.
Utilizando la tecnología atlante, Ecco viaja 55 millones de años al pasado hasta la era del Mesozoico. En esta época, debe encontrar una joya conocida como el "Asterite", una antigua y poderosa entidad capaz de ayudarle a enfrentar a los Vortex. Regresando al presente con el Asterite, Ecco viaja al planeta de los Vortex. Aquí, descubre una sociedad de criaturas insectoides que se alimentan de seres marinos de la Tierra. Ecco lucha contra la Reina Vortex y destruye la máquina que conecta los dos mundos.
Con la máquina destruida, Ecco libera a su manada y los devuelve a la Tierra. La paz regresa al océano, y Ecco se reúne felizmente con su familia y amigos.